# Macromitrium taoense
Macromitrium taoense är en bladmossart som beskrevs av Thériot 1910. Macromitrium taoense ingår i släktet Macromitrium och familjen Orthotrichaceae. Inga underarter finns listade i Catalogue of Life.